# Лексингтон (Орегон)
Лексингтон (енгл. Lexington) град је у америчкој савезној држави Орегон.

## Демографија
По попису из 2010. године број становника је 238, што је 25 (-9,5%) становника мање него 2000. године.
| Група             | 2000.       | 2010.       |
| Белци             | 255 (97,0%) | 219 (92,0%) |
| Афроамериканци    | 0 (0,0%)    | 0 (0,0%)    |
| Азијати           | 2 (0,8%)    | 1 (0,4%)    |
| Хиспаноамериканци | 1 (0,4%)    | 3 (1,3%)    |
| Укупно            | 263         | 238         |